# Fabio Cruz
Fabio Cruz Prieto (nacido en Santiago el 28 de abril de 1927 y fallecido en Viña del Mar, 22 de enero de 2007) fue un arquitecto chileno y teórico de la arquitectura, fundador del Instituto de Arquitectura de la P.U.C.V. y la Escuela de Valparaíso.

## Biografía
Hijo de Fabio Cruz Correa, general de ejército de Chile, nacido en Santiago el 25 de julio de 1885, contrajo matrimonio con Victoria Prieto Letelier, quienes tuvieron 2 hijos, Fabio y Gabriela. Nieto de Pedro Nolasco Cruz Vergara y tataranieto de Mateo Cruz Burgos.
Sobrino del escritor Jenaro Prieto Letelier y bisnieto del Presidente de Chile José Joaquín Prieto Vial
Fabio Cruz Prieto contrajo matrimonio el 5 de mayo de 1951 con María Luisa Vial Subercaseaux con quien tuvo ocho hijos, María Luisa, Catalina, Fabio, Paulina, Miguel, Bernarda, Agustín y Esteban.
Fue primo hermano del pintor poeta Eugenio Cruz Vargas (1923-2014) y del Arquitecto y premio nacional Alberto Cruz Covarrubias (1917-2013).

## Estudios
Estudió en el colegio de los Sagrados Corazones de Santiago. Obtiene el título de Bachiller en Humanidades en 1944. Estudió arquitectura en la Escuela de Arquitectura de la Pontificia Universidad Católica de Chile entre los años 1945 a 1948, y en la Escuela de Arquitectura de la P.U.C.V. entre 1949 y 1950. Obtiene su título con la Tesis "Diseño Urbano para una ciudad de 25.000 habitantes (Talagante, Chile)".

## Trayectoria
Fue fundador del Instituto de Arquitectura de P.U.C.V. junto con los profesores Alberto Cruz Covarrubias , Godofredo Iommi, Miguel Eyquem, Francisco Méndez, Jaime Bellalta, José Vial A. y Arturo Baeza D.. Este instituto dio origen a la refundación de la escuela de arquitectura de la Pontificia Universidad Católica de Valparaíso, hecho ocurrido en 1952. Fue miembro fundador de la nueva escuela de arquitectura y diseño de la Pontificia Universidad Católica de Valparaíso. Fue miembro fundador de la Ciudad Abierta, y de su primera figura legal, la Cooperativa de Servicios profesionales Amereida Ltda.
 Fabio Cruz complementa la definición de Arquitectura de Alberto Cruz Covarrubias, de la siguiente manera: 

Arquitectura: Extensión orientada que da cabida a los actos y oficios humanos, para que estos resplandezcan como fiestas.
 Fabio Cruz Prieto

Fabio Cruz participa en la primera travesía de Amereida.

## Obras colectivas
Corresponden a obras de autoría colectiva en las que Fabio Cruz participó como miembro de la escuela de arquitectura de la Pontificia Universidad Católica de Valparaíso y de la Ciudad Abierta:*
- Proyecto Escuela Naval
- Convento Benedictino en la Dehesa
- Reconstrucción de Iglesias del Sur
- Avenida del Mar en Viña del Mar
- Casa Jean Mermoz
- Vestal del Ágora de Tronquoy
- Hospedería Pie de Cruz
- Aposento
- Edificio Talleres de Diseño en Ritoque
- Casa de Los Nombres

## Obras individuales
- Casa Navarro Cruz
- Casa en el Lago Ranco

## Publicaciones
- Construcción Formal: Obra teórica de orientación pedagógica, sobre procesos constructivos
- Casa en Jean Mermoz: Carta memoria del año 1960 que describe el proceso de construcción de la obra.

## Proyectos realizados
- Amereida I
- Amereida II
- Escuela de Valparaíso
- Travesías